# Fuentes de Carbajal
Fuentes de Carbajal è un comune spagnolo di 128 abitanti situato nella comunità autonoma di Castiglia e León.